# 10637 Heimlich
10637 Heimlich eller 1998 QP104 är en asteroid i huvudbältet som upptäcktes den 26 augusti 1998 av den belgiske astronomen Eric W. Elst vid La Silla-observatoriet. Den är uppkallad efter den amerikanske läkaren Henry J. Heimlich.
Asteroiden har en diameter på ungefär 14 kilometer.